# Al-Musawar
Al-Musawar (المصور) is een Egyptisch weekblad.
Het blad werd voor het eerst gepubliceerd op 24 oktober 1924. Een van de langst dienende hoofdredacteuren was Fekry Abaza, van 1926 tot 1961.